# Sarasinula plebeia
Sarasinula plebeia är en snäckart som först beskrevs av P. Fischer 1868.  Sarasinula plebeia ingår i släktet Sarasinula och familjen Veronicellidae. Inga underarter finns listade i Catalogue of Life.